# 塞蘭海

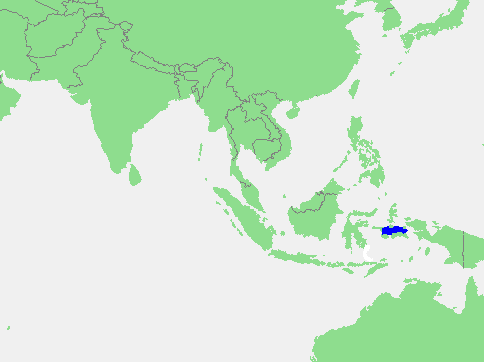

塞蘭海是印度尼西亞的一個海，位於太平洋海域，北臨馬魯古海和哈馬黑拉海，東毗新畿內亞，南接斯蘭島和斯蘭島，西鄰薩納納島和敏莪里島，面積約12,000平方公里，最大水深5,318米。是印度尼西亚内海。
2°20′S 128°00′E / 2.333°S 128.000°E